# Боецій Дакійський
Боецій Дакійський (близько 1230—1284) — один з основних представників «латинського аверроїзму», або радикального аристотелізму, незалежного філософського вчення, що виникло в Паризькому університеті в 60-х роках XIII століття.
Багато його творів за логікою, «модистською» семантикою, коментарями до Аристотеля збереглися до нашого часу. Список з тринадцяти його робіт є в зведеному каталозі авторів-домініканців, що частково підтверджує його приналежність до ордена.
У 1277 році він разом з Сігерієм Брабантським був засуджений за «викладання неналежним думок з питань філософії і відношення філософії до богослов'я» декретом паризького єпископа.